# Akademia Pedagogiczna w Bytomiu
Akademia Pedagogiczna w Bytomiu (niem. Pädagogische Akademie Beuthen O.S.) – niemiecka pedagogiczna uczelnia zawodowa działająca w latach 1930–1945 w Bytomiu (na Górnym Śląsku), kształcąca nauczycieli i nauczycielki szkół ludowych; najstarsza na Górnym Śląsku szkoła wyższa. W latach 1930–1938 na uczelni funkcjonował Wydział Polski.

## Historia
Inicjatorem i propagatorem otwarcia w Bytomiu Akademii Pedagogicznej był nadburmistrz Adolf Knakrick, który wraz z Magistratem Bytomia zabiegał u władz państwowych i szkolnych o zlokalizowanie uczelni w tym mieście. Stosowne umowy z przedstawicielami rządu Prus podpisano 9 listopada i 14 grudnia 1929. Na siedzibę uczelni przeznaczono wzniesiony w 1911 budynek zlikwidowanego w 1926 Seminarium dla Nauczycielek w Bytomiu (niem. Lehrerinnenseminar Beuthen O/S.), który do 1929 zajmowało bytomskie Państwowe Gimnazjum Realne (niem. Staatliches Realgymnasium). Przyznany przez miasto Bytom gmach został w latach 1930–1931 rozbudowany kosztem 450 tys. marek o skrzydło zachodnie z aulą na 500 miejsc i salami dydaktycznymi, w której zamontowano organy firmy Berschdorf z Nysy. Obok powstały obiekty sportowe, zaś w starej części budynku przebudowano i zaadaptowano część pomieszczeń na nowe cele. Plany rozbudowy siedziby uczelni w rozległy kampus zniweczył wielki kryzys gospodarczy 1929, dlatego zrealizowano jedynie najbardziej potrzebne inwestycje. Wybudowano własną Szkołę Ćwiczeń (niem. Übungsschule, Gutenbergschule, obecnie V Liceum Ogólnokształcące Mistrzostwa Sportowego im. Kamili Skolimowskiej w Bytomiu, przy ul. Powstańców Śląskich 2) i dwupiętrowy Dom Wykładowcy (niem. Dozentenhaus, obecnie budynek mieszkalny przy ul. Oświęcimskiej 29–31) z mieszkaniami dla kadry dydaktycznej. Miasto zobowiązało się do udzielania uczelni corocznej subwencji, zakupu wyposażenia i dbania o tereny zielone wokół jej gmachu.
Państwowa uczelnia przez pierwsze prawie 4 lata miała charakter wyznaniowy, rzymskokatolicki, a od 1933 – świecki. Poza tym w latach 1930–1942 była koedukacyjna, zaś od 1942 żeńska. W latach 1930–1942 uczelnia posiadała uprawnienia wyższych szkół akademickich i była pierwszą o takim statusie w dziejach Górnego Śląska. Na czele uczelni stał dyrektor (niem. Direktor). Organizacja uczelni była wzorowana na najstarszej w Niemczech Akademii Pedagogicznej w Bonn (zał. 1926), również rzymskokatolickiej.
Uroczyste otwarcie Akademii Pedagogicznej w Bytomiu miało miejsce 5 maja 1930 w kościele Wniebowzięcia Najświętszej Maryi Panny (msza św. celebrowana przez wrocławskiego kardynała Adolfa Bertrama) oraz Teatrze Miejskim (obecnie Opera Śląska; główna ceremonia z udziałem m.in. pruskiego Ministra ds. Nauki, Sztuki i Oświaty dra Adolfa Grimme).
Kościołem akademickim była początkowo krypta kościoła św. Jacka na Rozbarku, a w latach 1931–1933 krypta nowego kościoła św. Barbary w Bytomiu (później nieformalnym dla zeświecczonej uczelni). Kapelanem Akademii Pedagogicznej był do 1933 ks. Alfred Hoffmann.
Po dojściu nazistów do władzy w Niemczech, w wyniku przeprowadzonej reformy szkolnictwa wyższego wszystkie istniejące uczelnie stały się świeckie, zaś bytomską Akademię Pedagogiczną przekształcono z dniem 1 maja 1933 w Wyższą Szkołę Kształcenia Nauczycieli. Nazyfikacji uczelni pod nową nazwą przeciwdziałali nauczyciele akademiccy, którzy w większości zastępowali narzucane im treści narodowosocjalistyczne patriotycznymi i krajoznawczymi (dotyczącymi małej ojczyzny, niem. Heimat). Wyraźny spadek poziomu uczelni nastąpił dopiero po kolejnej reformie szkolnictwa wyższego i przekształceniu w 1942 Wyższej Szkoły Kształcenia Nauczycieli w Zakład Kształcenia Nauczycielek z jednoczesnym odebraniem jej resztek uprawnień szkół akademickich.

## Nazwy uczelni
1930–1933: niem. Pädagogische Akademie Beuthen O.S. (skrót: PA Beuthen) – pol. Akademia Pedagogiczna w Bytomiu
1933–1942: niem. Hochschule für Lehrerbildung Beuthen O.S. (skrót: HfL Beuthen) – pol. Wyższa Szkoła Kształcenia Nauczycieli w Bytomiu
1942–1945: niem. Lehrerinnenbildungsanstalt in Beuthen O.S. (skrót: LBA Beuthen) – pol. Zakład Kształcenia Nauczycielek w Bytomiu

## Wydział Polski
Propagatorem utworzenia na Akademii Pedagogicznej w Bytomiu Wydziału Polskiego był Felix Calonder, przewodniczący Górnośląskiej Komisji Mieszanej. Była to jedyna w Niemczech uczelnia posiadająca wydział kształcący wykwalifikowanych nauczycieli szkół dla polskiej mniejszości narodowej. Wydział Polski utworzono równocześnie z otwarciem Akademii Pedagogicznej, natomiast zamknięto w połowie 1938, w rok po wygaśnięciu Konwencji Genewskiej. Roczny limit przyjęć na wydział ustalono na 12–13 miejsc, przy czym kandydatów obowiązywał egzamin wstępny. W pierwszym roku akademickim zgłosiło się 3 maturzystów. Przez ośmioletni okres funkcjonowania wydziału (1930–1938) do egzaminu wstępnego przystąpiło zaledwie 23 kandydatów, spośród których 19 przyjęto w poczet studentów. Absolwentami zostało 13 osób, w tym 2 kobiety pochodzące z Berlina: Janina Kowalska (dyplom 1932) i Waleria Lewicz (dyplom 1933).

## Dyrektorzy uczelni
1. Prof. Dr. Hans Abmeier (1930–1934)
2. Prof. Dr. Ludwig Häufler (1934–1938)
3. Prof. Dr. Bernhard Michalik (1938–1941)
4. Franz Neumann (1941–1944)
5. Josef Hinkelammert (1944–1945)

## Nauczyciele akademiccy
Nauczyciele akademiccy byli zatrudnieni na stanowiskach profesorów, docentów (później również docentów pomocniczych). Profesorowie (później również docenci) oprócz dydaktyki mieli obowiązek prowadzenia badań naukowych i publikowania ich wyników.
Pierwsze grono nauczycieli akademickich w roku akademickim 1930/1931 liczyło 19 osób:
Profesorowie (Professoren)
- Prof. Dr. Hans Abmeier (historia, wiedza obywatelska)
- Doz. Dr. Maria Bienias (matematyka)
- Prof. Dr. Matthias Brinkmann (biologia)
- Doz. Dr. Theodor von den Driesch (pedagogika stosowana)
- Prof. Dr. Albertine Giese (język niemiecki)
- Prof. Alfred Hoffmann (religia rzymskokatolicka)
- Doz. Dr. Richard Honisch (wychowanie fizyczne)
- Prof. Dr. Wilhelm Mak (język polski)
- Prof. Dr. Martha Moers (psychologia)
- Doz. Alfons Perlick (krajoznawstwo, etnografia)
- Prof. Dr. Alfred Petzelt (pedagogika teoretyczna, filozofia)
- Prof. Bruno Schmialek (sztuki piękne)
- Hermann Schwierz (pedagogika stosowana, docent komisaryczny)
- Prof. Franz Stein (muzyka)

Docenci (Dozenten)
- ks. Roman Adamski (religia rzymskokatolicka)
- nauczycielka Maria Hawellek (wychowanie fizyczne)
- nauczyciel Walter Krause (dydaktyka mniejszości polskiej)
- nauczycielka Josy Ruberg (prace ręczne)
- nauczycielka Klara Szewczyk (gospodarstwo domowe)

Większość z nich pracowała nadal w Wyższej Szkole Kształcenia Nauczycieli (zwolniono m.in. Hansa Abmeiera i Alfreda Hoffmanna) i Zakładzie Kształcenia Nauczycielek.

## Studenci
Na pierwszy rok studiów (1930/1931) przyjęto 97 maturzystów, w tym 64 mężczyzn i 33 kobiety, w większości pochodzących z Górnego i Dolnego Śląska. W 1931 zgłosiło się 600 osób chcących studiować w Bytomiu. W ciągu 15 lat istnienia na bytomskiej uczelni kształciło się blisko1400 studentów (w tym 19 na Wydziale Polskim) pod kierunkiem 55 profesorów, wykładowców i nauczycieli.

## Tok studiów
Studia w bytomskiej Akademii Pedagogicznej (i Wyższej szkole Kształcenia Nauczycieli) trwały 2 lata i podzielone były na 4 semestry. Rok akademicki rozpoczynał się wiosną, zazwyczaj po Wielkanocy. Kandydatem na studenta mógł zostać wyłącznie posiadacz świadectwa dojrzałości (niem. Abitur). Od roku akademickiego 1931/1932 (drugiego) wszyscy kandydaci przystępowali najpierw do egzaminu wstępnego na studia. Tradycją uczelni były tygodniowe wyjazdy integracyjne w leśnym ośrodku wypoczynkowym, w trakcie którego nowo przyjęci studenci pierwszego roku poznawali się nawzajem i z gronem profesorskim. Program, przebieg i formy nauczania były zbliżone do współczesnych zachodnich uczelni prywatnych. Nauka na bytomskiej Akademii Pedagogicznej z założenia miała być przyjazna, atrakcyjna i skuteczna, oparta na wręcz partnerskich stosunkach między wykładowcami a studentami. W rzeczywistości taka była, chociaż niełatwa.
Studia odbywały się na 4 kierunkach specjalizacyjnych:
1. filozoficznym,
2. artystycznym,
3. technicznym,
4. mniejszościowym (w ramach Wydziału Polskiego),

jednak większość przedmiotów była wspólna dla wszystkich studentów.
Na pierwszym, letnim semestrze roku akademickiego 1930/1931 podstawowy program studiów obejmował 29 przedmiotów podzielonych na 4 bloki tematyczne:
1. teoria wychowania i orientacja filozoficzno-społeczna (10 przedmiotów),
2. kształcenie zawodowo-praktyczne (7 przedmiotów),
3. dalsze kształcenie naukowe w obranym przedmiocie (6 przedmiotów),
4. kształcenie techniczno-artystyczne (6 przedmiotów).

Studenci Wydziału Polskiego mieli dodatkowo piąty blok złożony z 7 przedmiotów specjalizacyjnych:
- pedagogika religii w szkole mniejszościowej (2 godz. tygodniowo),
- polski śpiew kościelny (ćwiczenia, 1 godz. tygodniowo),
- dydaktyka nauczania w mniejszościowej szkole polskiej (2 godz. tygodniowo),
- kurs języka polskiego dla początkujących (2 godz. tygodniowo),
- kurs języka polskiego dla zaawansowanych (2 godz. tygodniowo),
- słowotwórstwo polskie i fleksja (2 godz. tygodniowo),
- seminarium Mickiewicz (2 godz. tygodniowo).

Akademia posiadała własną szkołę ćwiczeń, którą w 1933 zamieniono na 4 szkoły współpracujące (w Bytomiu i powiecie bytomsko-tarnogórskim), w których studenci ćwiczyli w ciągu roku akademickiego. Po każdym z pierwszych 3 semestrów studenci dodatkowo odbywali obowiązkowe trzytygodniowe praktyki w szkołach zlokalizowanych naprzemiennie na wsi i w mieście, co ułatwiało absolwentom uczelni podejmowanie pracy w każdym środowisku. Ponadto Akademia Pedagogiczna organizowała dla studentów liczne wyjazdy kulturowo-krajoznawcze na Górny i Dolny Śląsk, do innych krajów Niemiec, jak również do Austrii, Polski i Czechosłowacji. Szczególną uwagę przywiązywano do rozwoju sportowego – uczelnia szczyciła się jednymi z lepszych w Niemczech akademickimi drużynami piłki nożnej i piłki ręcznej. Studenci wyjeżdżali też na zorganizowane turnusy narciarskie w Karkonosze, Góry Sowie i Tatry. Uczelnia umożliwiała najbardziej aktywnym sportowo studentom zdobywanie uprawnień trenerskich.
Od 1933 (już w Wyższej Szkole Kształcenia Nauczycieli) uruchomiono dodatkowy, pierwszy semestr dla studentów będących członkami Narodowosocjalistycznego Niemieckiego Związku Studentów (niem. Nationalsozialistischer Deutscher Studentenbund), którzy odbywali w ten sposób obowiązkową służbę pracy w skoszarowanych formacjach. Rozbudowano siatkę przedmiotów m.in. o język łaciński, teorię wychowania, ogólną metodykę nauczania, metodyki wszystkich przedmiotów szkoły ludowej, pradzieje Niemiec, religię ewangelicką i pszczelarstwo. Z przedmiotów narodowosocjalistycznych pojawiły się charakterologia i młodzieżoznawstwo (oba w miejsce usuniętej psychologii) oraz rasoznawstwo i nauka o dziedziczności (2 ostatnie do 1939 miały wakat na stanowisku wykładowców).
Od przekształcenia uczelni w Zakład Kształcenia Nauczycielek (1942) przyjmowano już tylko kobiety, czego powodem były m.in. drastyczny niedobór kadr nauczycielskich i masowe powołania mężczyzn do wojska. Okres studiów skrócono z obowiązkowych dotychczas 2 lat do 1–3 semestrów, wyznaczając 3 kursy (niższy, średni i wyższy – w zależności od wykształcenia kandydatek), co negatywnie odbiło się na jakości dydaktyki, np. maturzystkom do uzyskania uprawnień nauczycielki szkoły ludowej wystarczało studiowanie przez 1 semestr kursu wyższego. Ratunkiem dla zupełnego upadku poziomu nauczania była już tylko dawna kadra profesorska.
W ramach trwającego przez cały okres studiów seminarium dyscyplinarnego studenci pisali pod kierunkiem profesora obowiązkowe prace:
- trzy prace semestralne (niem. Semesterarbeit), które miały za zadanie wprawienie się w prowadzeniu badań, opisywaniu ich przebiegu i wyników, z wykorzystywaniem piśmiennictwa fachowego i naukowego,
- egzaminacyjną (niem. Staatsexamensarbeit), która stanowiła końcową, oryginalną pracę badawczą studenta na zadany temat.

Zajęcia seminarium dyscyplinarnego odbywały się zgodnie ze zindywidualizowanym planem, ustalanym przez profesora, często poza uczelnią, w różnych instytucjach z nią współpracujących, np. w szkołach, zakładach pracy, Górnośląskim Muzeum Krajowym w Bytomiu, a także w terenie (kolonie robotnicze, wsie, tereny interesujące krajobrazowo lub przyrodniczo itp.).
Praca egzaminacyjna była zasadniczą, obowiązkową częścią egzaminu państwowego pierwszego stopnia (niem. Erste Prüfung für das Lehramt an Volksschulen). Studenci, którzy obronili pracę egzaminacyjną i zdali egzamin pierwszego stopnia, nabywali uprawnienia nauczycieli szkół ludowych. 
Prace egzaminacyjne bronione na Akademii Pedagogicznej i Wyższej Szkole Kształcenia Nauczycieli charakteryzowały się wysokim poziomem merytorycznym, odpowiadającym dzisiejszym (2022) pracom magisterskim. Dyplomanci podpisywali oświadczenia o oryginalności przeprowadzonych badań i napisanego tekstu (antyplagiatowe). Dzięki postawie grona profesorskiego prace studentów aż do 1939 były wolne od treści nazistowskich, zaś później pojawiały się nielicznie i z zauważalnym ociąganiem.

## Biblioteka i archiwum uczelniane
Głównie niemieckojęzyczna biblioteka bytomskiej Akademii Pedagogicznej, utworzona w 1930, została uszczuplona w 1938 o książki polskie po likwidacji Wydziału Polskiego. Zbiory polskie trafiły wówczas do Górnośląskiej Biblioteki Krajowej (niem. Oberschlesische Landesbibliothek) w Bytomiu, której zasoby przejęła po II wojnie światowej Śląska Biblioteka Publiczna w Katowicach. Odnalezioną w 1945 bibliotekę uczelnianą przyznano Centralnej Bibliotece Pedagogicznej przy Instytucie Pedagogicznym w Katowicach (dzisiejsza Pedagogiczna Biblioteka Wojewódzka im. Józefa Lompy w Katowicach). W 1968 wydzielono z niej część zbiorów o tematyce ogólnej dla nowo tworzonej Biblioteki Uniwersytetu Śląskiego w Katowicach.
Archiwum uczelni nie zachowało się po II wojnie światowej. Do dziś przetrwał jednak spory zbiór prac semestralnych i egzaminacyjnych, który pod koniec II wojny światowej wcielono do Górnośląskiej Biblioteki Krajowej, a stamtąd trafił do zbiorów Biblioteki Śląskiej w Katowicach. Pojedyncze prace posiadają również: Martin-Opitz-Bibliothek w Herne, Biblioteka Muzeum Górnośląskiego w Bytomiu i Biblioteka Tarnogórska Instytutu Tarnogórskiego i Muzeum. W Bibliotece Śląskiej w Katowicach znajduje się też ogromy zbiór Górnośląskiego Archiwum Pieśni Ludowych (niem. Oberschlesische Volksliederarchiv), który w 1941 liczył ponad 9000 udokumentowanych utworów, zebranych w Akademii Pedagogicznej przez prof. Alfonsa Perlicka i jego studentów. Zbiór ten został przekazany jeszcze przed II wojną światową do Górnośląskiego Muzeum Krajowego (obecne Muzeum Górnośląskie w Bytomiu), a w 1945 przejęty przez bytomski oddział Śląskiej Biblioteki Publicznej.

## Wydawnictwa uczelni
Bytomska uczelnia publikowała w latach 1930–1938 następujące wydawnictwa ciągłe:
prace naukowe wydane w 3 tematycznych zeszytach
- Veröffentlichungen der Hochschule für Lehrerbildung Beuthen OS., Herausgegeben von Professor Dr. Häufler unter Mitwirkung der Lehrkörpers
  - Heft 1: Die Erziehung in der Lehrerbildung, Dortmund / Breslau: W. Cruwell Verlagsbuchhandlung, 1936,
  - Heft 2: Volk und Volkstum in der deutschen Erziehung, Dortmund / Breslau: W. Cruwell Verlagsbuchhandlung, 1936,
  - Heft 3: Studentische Arbeit im Dienste der Heimat, Dortmund / Breslau: W. Cruwell Verlagsbuchhandlung, 1937;

oraz spisy wykładów i plany pracy
- Vorlesungs-Verzeichnis der Pädagogischen Akademie Beuthen O/S. (dalej: Arbeitsplan. Pädagogische Akademie Beuthen O/S.), Sommersemester 1930/1931 – Wintersemester 1932/1933;
- Arbeitsplan. Hochschule für Lehrerbildung Beuthen O/S., Sommerhalf 1933/1934 – Winterhalf 1938/1939.